# Furosemid

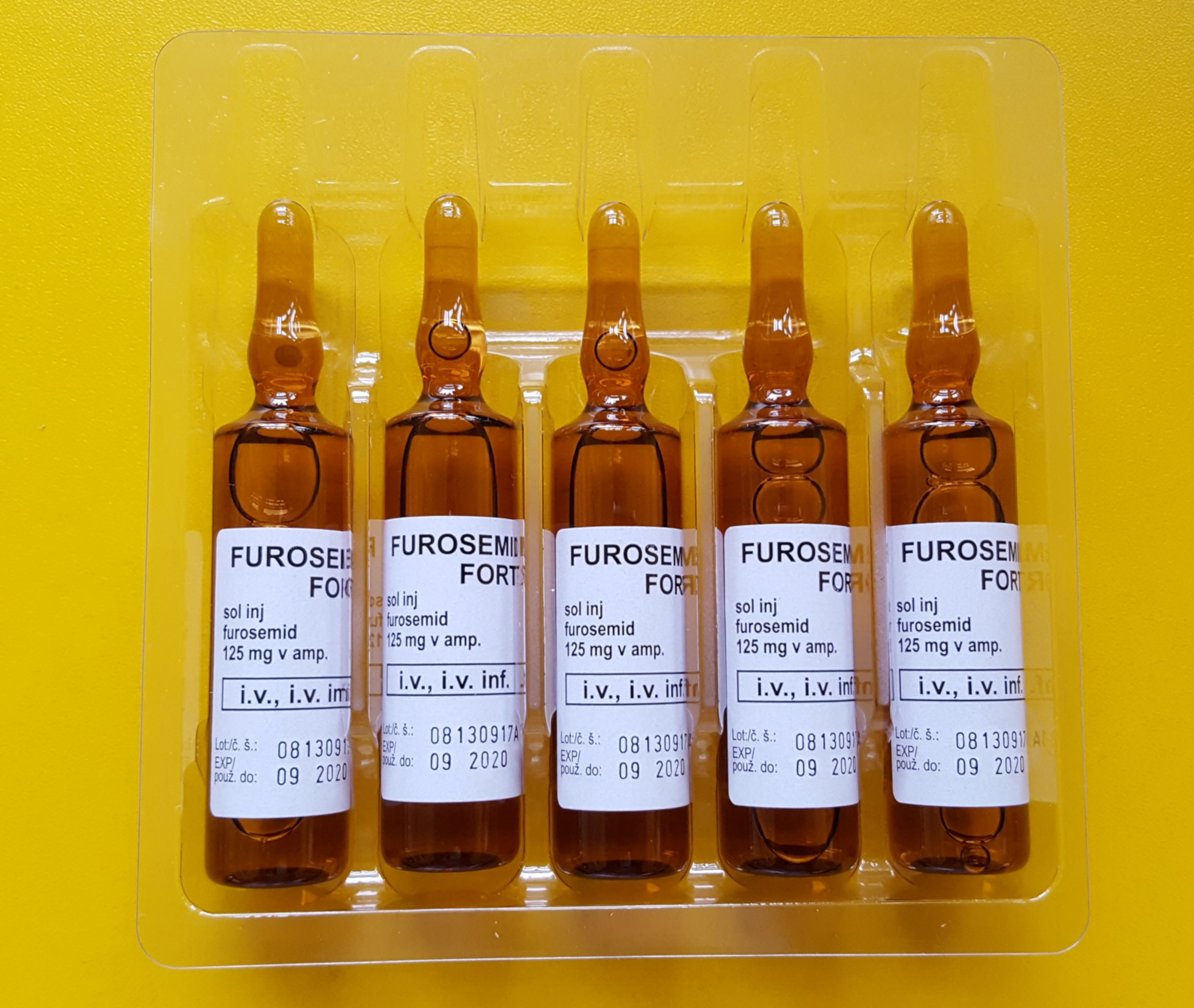
Ampułki zawierające furosemid

Furosemid (łac. Furosemidum) – organiczny związek chemiczny z grupy sulfonamidów, lek moczopędny i przeciwnadciśnieniowy należący do grupy diuretyków pętlowych.

## Mechanizm działania
Mechanizm działania furosemidu polega na hamowaniu zwrotnego wchłaniania jonów chlorkowych w nefronie, w części wstępującej pętli Henlego. Powoduje to zahamowanie zwrotnego wchłaniania jonu sodowego, który zostaje wydalony, pociągając za sobą wodę.
Oprócz wzrostu wydalania jonów sodu, powoduje także zwiększenie wydalania potasu, magnezu, wapnia. Hamuje natomiast wydalanie kwasu moczowego.

## Wskazania
Furosemid stosuje się w leczeniu ostrej niewydolności lewokomorowej i spowodowanego przez nią, obrzęku płuc, a także zaostrzeniach przewlekłej niewydolności serca.
Wykorzystuje się działanie moczopędne w przebiegu leczenia:
- zespołu nerczycowego
- marskości wątroby
- ostrej i przewlekłej niewydolności nerek, z wyraźnie obniżonym wskaźnikiem filtracji kłębuszkowej – w sytuacji gdy leki tiazydowe przestają być skuteczne
- opornego na leczenie tiazydami nadciśnienia tętniczego
- ciężkiej niewydolności krążenia
- zatruć – podczas forsowania zwiększonej diurezy
- hiperkalcemii.

Stosowany również w próbach zapobiegania obrzękowi mózgu.

## Działania niepożądane
Daje typowe dla diuretyków pętlowych zaburzenia elektrolitowe: niedobory potasu, sodu i chloru, również magnezu i wapnia. Nadmierne dawki mogą doprowadzić do odwodnienia. Zastosowany bez wyraźnych wskazań może powodować niedociśnienie ortostatyczne, a nawet zapaść. Może dawać przejściowe zaburzenia słuchu (ryzyko zmniejsza się przy stosowaniu leku w powolnym wlewie dożylnym), osłabienie i zawroty głowy przy zmianie pozycji ciała, nudności, wymioty, zwiększenie stężenia kwasu moczowego i nasilenie dny, przemijające zwiększenie stężenia kreatyniny, glukozy i cholesterolu we krwi, ból głowy, niedociśnienie.

## Interakcje
Jego ototoksyczność wzrasta przy stosowaniu innych leków ototoksycznych: aminoglikozydów oraz dużych dawek kwasu acetylosalicylowego. Może też nasilać nefrotoksyczność cefalosporyn.
Nie należy stosować łącznie furosemidu i soli litu, ponieważ furosemid może prowadzić do toksycznego wzrostu stężenia litu we krwi.

## Dawkowanie
Według wskazań lekarza. Może być podawany doustnie i dożylnie, ma szeroki zakres dawek użytecznych (od 20 mg do 400 mg na dobę).
Dzieci: 1-2 mg/kg mc. (nie przekraczać 40 mg na dobę).

## Preparaty handlowe
Diuresal, Diurix, Durafurid, Fumarenid, Furanthril, Furo-Basan, Furo-Puren, Firorese, Furosemid Pharmavit, Furosemid-Slovakofarma, Furosemidum, Furosemix, Fusid, Hydro-Rapid-Tablinen, Impugan, Jenafusid 40, Lasilix, Lasix, Odemase, Odemasex, Sigasalur